# Anaesthetomorphus apicalis
Anaesthetomorphus apicalis is een keversoort uit de familie boktorren (Cerambycidae). De wetenschappelijke naam van de soort is voor het eerst geldig gepubliceerd in 1929 door Pic.